# Liste der Naturdenkmale in Zwickau
Die Liste der Naturdenkmale in Zwickau nennt die Naturdenkmale in Zwickau im sächsischen Landkreis Zwickau.

## Definition
„Naturdenkmäler sind rechtsverbindlich festgesetzte Einzelschöpfungen der Natur oder entsprechende Flächen bis zu fünf Hektar, deren besonderer Schutz erforderlich ist
1. aus wissenschaftlichen, naturgeschichtlichen oder landeskundlichen Gründen oder
2. wegen ihrer Seltenheit, Eigenart oder Schönheit.“

„§ 18 – Naturdenkmäler – (zu § 28 BNatSchG)
(1) Die Erklärung nach § 22 Abs. 1 BNatSchG von Teilen von Natur und Landschaft als Naturdenkmal erfolgt durch Rechtsverordnung oder Einzelanordnung.
(2) Über § 28 Abs. 1 BNatSchG hinaus können Naturdenkmäler zur Sicherung von Lebensgemeinschaften oder Lebensstätten von im Bestand gefährdeten oder streng geschützten Arten festgesetzt werden.“

## Liste aktueller Naturdenkmale
Diese Auflistung unterscheidet zwischen Flächennaturdenkmalen (FND) mit einer Fläche bis zu 5 ha (bei Verordnung nach DDR-Recht auch größer), geologischen Naturdenkmalen (gND) und Einzel-Naturdenkmalen (ND).
Link zu einem Kartenansichtstool, um Koordinaten zu setzen.
| Bild                          | Bezeichnung                                    | Lage                                                               | Beschreibung | Datum | Nummer |
| ----------------------------- | ---------------------------------------------- | ------------------------------------------------------------------ | --- | ----- | ------ |
| BW                            | Ehemalige Grube 2                              | Oberrothenbach (50° 46′ 20,3″ N, 12° 25′ 53,4″ O)                  | Die etwa 8,5 ha große ehemalige Sandgrube ist ein floristisch und faunistisch bedeutsames Gebiet. Dort befand sich die industrielle Absetzanlage „Dänkritz II“ der Wismut. Um den Damm der Absetzanlage und im Umfeld der Sandgrube entwickelten sich ausgedehnte Zwergstrauchheiden innerhalb eines Birken-Kiefern-Vorwaldstadiums. Viele Tümpel und Kleinstgewässer bieten Lebensraum für verschiedene Amphibienarten. | 1983  | FND1   |
| BW                            | Vogelschutzgebiet                              | Schneppendorf (50° 45′ 38,2″ N, 12° 31′ 26,8″ O)                   | 2,6 ha | 1989  | FND2   |
| BW                            | Bienenweide                                    | Schneppendorf (50° 45′ 27,4″ N, 12° 31′ 44,8″ O)                   | 0,8 ha | 1989  | FND3   |
| BW                            | Die Folge                                      | Hartmannsdorf; Werdau-Königswalde (50° 45′ 11,5″ N, 12° 25′ 53″ O) | Das 5,5 ha große Flächennaturdenkmal „Die Folge“ steht seit 1983 unter Schutz. Zu 80 % handelt es sich um Bach-Auwald (mit hauptsächlich Schwarzerlen und Traubeneichen) und zu 15 % um Eichen-Hain-Buchen-Wald (mit wertvollen Altbäumen und charakteristischer Krautschicht). In geringerem Maße existieren sonstige Wald- und Sickerquellflächen. Der Bachlauf ist naturbelassen und mäandert. | 1983  | FND4   |
| BW                            | Lehmrestloch Brand                             | Marienthal (50° 42′ 56,9″ N, 12° 26′ 11,8″ O)                      | Das etwa 4,3 Hektar große Gebiet liegt an der westlichen Stadtgrenze. Auf der Wasserscheide zwischen Mulde und Pleiße wurde Material zur Ziegelherstellung abgebaut. Die Reste der unverfüllten ehemaligen Lehmgrube und ein kleines Standgewässer bilden mit den umliegenden Brachflächen ein wertvolles Sekundärbiotop mit stark wechselndem Wasserstand. Sie sind Amphibienlaichplätze für Kammmolch, Bergmolch, Teichmolch, Kreuzkröte, Knoblauchkröte, Erdkröte, Kleiner Wasserfrosch, Teichfrosch sowie allgemein ein Inselbiotop im teils dicht besiedelten und landwirtschaftlich intensiv genutzten Umfeld. Die überdurchschnittlich artenreiche Insektenfauna enthält allein 17 bekannte Libellenarten.                                                                | 1995  | FND5   |
| mehr Fotos \| Fotos hochladen | Orchideenwiese Hauptfriedhof                   | Zwickau (50° 43′ 48″ N, 12° 28′ 51,6″ O)                           | Friedhöfe sind Rest- bzw. Ersatzstandorte für Pflanzenarten lichter Laubmischwälder und extensiv bearbeiteter Mähwiesen. Die Unterschutzstellung erfolgte 1986 mit 117 gezählten Orchideen-Exemplaren. Auf der 300 m² großen als Flächennaturdenkmal ausgewiesenen Fläche gibt es ein großes Vorkommen des auf der Roten Liste des Freistaates stehenden Breitblättrigen Sitters (Epipactis helleborine). Der Bereich soll nicht mit Gräbern belegt werden. Als Pflegemaßnahme sollte vor dem Austrieb und nach der Samenreife gemäht werden. Dadurch gelang es, diese Orchideenart am Standort zu erhalten und den Bestand zu erweitern. Der Wiesenbereich wird als extensive Mähwiese genutzt, ist mäßig eutroph und wird von Magerkeitszeigern und Störungszeigern besiedelt. | 1985  | FND6   |
| mehr Fotos \| Fotos hochladen | Weihergebiet Maxhütte                          | Marienthal (50° 42′ 27,4″ N, 12° 27′ 4,7″ O)                       | Das etwa 4,3 ha große Feuchtgebiet im Westen der Stadt ist nach dem 1930 stillgelegten Walzwerk „König-Albert-Werk“ in Maxhütte benannt. In das Wiesengelände der Industriebrache wurden 1944 im Zweiten Weltkrieg bei Luftangriffen auf die nahe Flugzeugwerft über 40 Krater gesprengt, von denen 25 nicht verfüllt wurden. Sie haben sich zu wertvollen Klein- und Kleinstgewässern entwickelt. Als Artenschutzprojekt wurden seit den 1990er Jahren weitere Laichgewässer, Totholzhecken und Pflanzungen angelegt. Die Brache zwischen Reichenbacher Straße, Olzmannstraße und den Bahnanlagen des Zwickauer Hauptbahnhofes enthält zusammen mit dem Flächennaturdenkmal auch den Geschützten Landschaftsbestandteil „Feuchtgebiet Maxhütte“ auf einer Fläche von ca. 14 ha. | 2000  | FND7   |
| BW                            | Granit-Findling                                | Zwickau (50° 43′ 20,3″ N, 12° 30′ 23,4″ O)                         | Der etwa 1 Tonne schwere Findling gelangte vermutlich mit dem Eis der Elstereiszeit an seinen Fundort im Erosionstal Knappengrund östlich des Stadtkerns von Zwickau. Der rundgeschliffene Stein ist ein Alkaligranit bis Syenogranit. Er enthält u. a. Minerale wie Plagioklase, Alkalifeldspate, Quarz, Biotit, Zirkon, Titanit und Apatit. Die Herkunft der eingemeißelten Inschrift „RAPAKIVI ALANDS INSELN“ ist nicht bekannt. | 2000  | ND2    |
| BW                            | Melaphyrsteilhang                              | Oberhohndorf (50° 41′ 54,2″ N, 12° 30′ 13″ O)                      | gND. Zwei Teilflächen mit insgesamt 4,9 ha. Der Melaphyr ist ein vor etwa 290 Millionen Jahren im Unterrotliegenden der Vorerzgebirgssenke entstandenes vulkanisches Ergussgestein. In einem Abschnitt der südöstlichen Steinwand gibt es eine 10 bis 20 cm mächtige brekziöse Lage. Geschützt sind der gesamte Bereich des neben zwei Kleingartenanlagen aufgeschlossenen Melaphyr und der im Südosten verlaufende Steilhang auf 150 m Länge. | 2000  | ND3    |
| BW                            | Diabas- und Kalksteinbruch                     | Oberplanitz (50° 40′ 46,9″ N, 12° 27′ 52,9″ O)                     | gND. 1,1 ha. Zwei aufgelassene Steinbrüche im LSG „Am Kreuzberg“. Sie waren von besonderer Bedeutung für die wirtschaftliche Entwicklung ab dem 17. Jahrhundert. Als Aufschlüsse dokumentieren sie die erdgeschichtliche Entwicklung im Devon. | 2000  | ND4    |
| mehr Fotos \| Fotos hochladen | Steinkohlenausbiss (Rußkohlenflöz)             | Bockwa, Cainsdorf (50° 41′ 9,6″ N, 12° 29′ 52,1″ O)                | gND. 3,2 ha Fläche. Ausbiss am Muldenufer beiderseits flussaufwärts der Cainsdorfer Brücke. Hier sind das „Rußkohlenflöz“ und die unmittelbar hangenden und liegenden Oberkarbonschichten aufgeschlossen. | 2000  | ND5    |
| mehr Fotos \| Fotos hochladen | Stieleiche Amalienstraße                       | Zwickau (50° 42′ 47,2″ N, 12° 29′ 40,2″ O)                         | Markante Stieleiche im Zwickauer Stadtzentrum, Amalienstraße, Ecke Humboldtstraße. Der etwa 16 m hohe Baum hatte 2015 einen Stammumfang von 3,96 m. | 1988  | ND7    |
| mehr Fotos \| Fotos hochladen | Platane Parkstraße                             | Zwickau (50° 42′ 54,7″ N, 12° 29′ 11″ O)                           | Etwa 1855 gepflanzte Platane im Eingangsbereich des Seniorenwohnzentrums Parkstraße 14. Der Baum war 2015 etwa 26 m hoch. Er hatte einen Stammumfang von 4,21 m und einen Kronendurchmesser von etwa 21 m. In die Krone wurden bereits mehrere Sicherungen eingebaut. | 1983  | ND8    |
| Fotos hochladen               | Platane Steinzeugwerk                          | Zwickau (50° 42′ 42,1″ N, 12° 28′ 39″ O)                           | Der etwa 1865 gepflanzte 23 m hohe Baum mit einem Stammumfang von 4,20 m ist vermutlich eine Kreuzung zwischen morgenländischer und abendländischer Platane. In die Krone mit 23 m Durchmesser wurden mehrere Sicherungen eingebaut. | 1983  | ND9    |
| BW                            | Tulpenbaum Crimmitschauer Straße               | Weißenborn (50° 44′ 24,4″ N, 12° 27′ 44,6″ O)                      | Der Baum in einem privaten Park an der Crimmitschauer Straße 108 wurde etwa 1905 gepflanzt. 2015 war er etwa 25 m hoch, hatte eine Stammumfang von 2,68 m und eine Kronenbreite von 15 m. | 1983  | ND10   |
| BW                            | Tulpenbaum Muldestraße                         | Bockwa (50° 41′ 8,9″ N, 12° 30′ 1,1″ O)                            | Der markante Baum mit starken Seitenästen auf einem Betriebsgelände an der Muldestraße 63 wurde etwa 1865 gepflanzt. Er hatte 2015 einen Stammumfang von 3,02 m. | 1983  | ND11   |
| mehr Fotos \| Fotos hochladen | Sumpfzypresse im ehemaligen Botanischen Garten | Zwickau (50° 43′ 44,8″ N, 12° 29′ 1″ O)                            | [ 12 ] | 1983  | ND12   |
| BW                            | Stieleiche Botanischer Garten                  | Zwickau (50° 43′ 45,8″ N, 12° 28′ 59,9″ O)                         | [ 12 ] | 1983  | ND13   |
| mehr Fotos \| Fotos hochladen | Baumhasel Botanischer Garten                   | Zwickau (50° 43′ 45,1″ N, 12° 29′ 0,2″ O)                          | [ 12 ] | 1983  | ND14   |
| BW                            | Esche am Bachweg                               | Mosel (50° 46′ 56,6″ N, 12° 28′ 30,4″ O)                           | Die etwa 1840 gepflanzte, 24 m hohe Esche hatte 2015 einen Stammumfang von 3,88 m. Der Baum galt 1988 als stärkste Esche im Kreis Zwickau-Land. | 1963  | ND15   |
| BW                            | Hutungseichen                                  | Niederplanitz (50° 40′ 53,4″ N, 12° 27′ 36″ O)                     | Die 8 Stieleichen am Planitzbach wurden 1988 auf ein Alter von 250 bis 300 Jahren geschätzt. Die ehemaligen Hutebäume stehen im Landschaftsschutzgebiet „Am Kreuzberg“. Sie hatten 2015 Stammumfänge zwischen 3,25 m und 4,58 m. | 1988  | ND17   |
| mehr Fotos \| Fotos hochladen | Echo (7 Linden)                                | Rottmannsdorf (50° 39′ 22,7″ N, 12° 28′ 12,4″ O)                   | Etwa im Jahr 1900 kreisförmig angepflanzte Gruppe von 7 Winterlinden. 14 m bis 18 m hoch, Stammumfang 0,96 m bis 2,24 m. Der Aussichtspunkt oberhalb des Rottmannsdorfer Friedhofs hieß früher „Alberthöhe“ und bis 1994 „August-Bebel-Höhe“. | 1964  | ND18   |
| BW                            | 3 Ginkgos Botanischer Garten                   | Zwickau (50° 43′ 44,8″ N, 12° 28′ 59,5″ O)                         | [ 12 ] | 1983  | ND19   |
| BW                            | 2 Eiben Botanischer Garten                     | Zwickau (50° 43′ 44,8″ N, 12° 29′ 0,2″ O)                          | [ 12 ] | 1983  | ND20   |
| mehr Fotos \| Fotos hochladen | Roteichenallee                                 | Zwickau (50° 43′ 28,9″ N, 12° 29′ 20″ O)                           | Allee aus 82 Roteichen beiderseits der August-Bebel-Straße, zwischen Lessingstraße und Osterweihstraße. Die in den 1930er Jahren gepflanzten Bäume waren 2015 zwischen 14 und 19 m hoch. | 1983  | ND21   |
| mehr Fotos \| Fotos hochladen | Platanenallee                                  | Zwickau (50° 43′ 30″ N, 12° 29′ 17,2″ O)                           | Die Reihe aus 17 alten und einer nachgepflanzten Platane an der Lessingstraße bildet den Nordrand des Platzes der Völkerfreundschaft. Die wohl vor dem 1. Weltkrieg gepflanzten Altbäume waren 2015 zwischen 16 m und 21 m hoch. Ihre Stämme hatten 1,43 m bis 2,60 m Umfang. | 1983  | ND22   |
| Fotos hochladen               | Melanchthoneiche                               | Mosel (50° 46′ 53,4″ N, 12° 28′ 28,2″ O)                           | Die Stieleiche an der Dänkritzer Straße wurde im Jahr 1830 anlässlich der 300-Jahr-Feiern der Augsburger Konfession von Schulkindern vor der Pfarrwohnung gepflanzt. Der etwa 20 m hohe Baum hatte 2015 einen Stammumfang von 5,18 m und einen Kronendurchmesser von etwa 19 m. Der Mittelstamm wurde entfernt, die Baumkrone wurde zur Verkehrssicherung bereits mehrmals eingekürzt. | 1940  | ND23   |
| BW                            | Stieleichen Cainsdorfer Straße                 | Oberplanitz (50° 41′ 2,4″ N, 12° 28′ 32,2″ O)                      | Zwei etwa im Jahr 1860 gepflanzte Stieleichen. Stammumfang 3,50 m und 4,00 m, Höhe 13 m und 17 m. Die Bäume sind in die Stützmauer der Cainsdorfer Straße eingewachsen. Die Baumkronen wurden aus Sicherheitsgründen schon mehrfach eingekürzt. | 1956  | ND24   |
| BW                            | Böser Brunnen                                  | Marienthal (50° 41′ 2,4″ N, 12° 28′ 32,2″ O)                       | gND. 0,21 ha. Der etwa 400 Jahre alte und 17 m tiefe Brunnen mit Erdturm ist Rest einer alten Wehranlage. Der im Naturzustand erhaltene nicht ausgemauerte Brunnen mit etwa 7 m Durchmesser steht im Rotliegenden. Der Erdturm mit etwa 14 × 15 m Grundfläche hat eine Höhe von 3,5 m. Den Turm umgibt ein etwa 3 m breiter und 1,20 m tiefer Graben. | 1956  | ND25   |

## Liste ehemaliger Naturdenkmale
Link zu einem Kartenansichtstool, um Koordinaten zu setzen.
| Bild | Bezeichnung | Lage                                       | Beschreibung | Datum | Nummer |
| ---- | ----------- | ------------------------------------------ | --- | ----- | ------ |
| BW   | Flatterulme | Zwickau (50° 43′ 29,3″ N, 12° 29′ 32,3″ O) | Die Flatterulme im Hinterhof Walther-Rathenau-Straße 6 hatte einen Stammumfang von 5,45 m und einem Kronendurchmesser von 27 m. Da der Baum abgängig war, wurde die Fällung genehmigt. | 1996  |        |
| BW   | Stieleiche  | Zwickau (50° 42′ 48,1″ N, 12° 29′ 39,8″ O) | Die Stieleiche befand sich an der Turnhalle Amalienstraße Ecke Humboldtstraße. | 1988  |        |